# ミハイル・コーシュキン

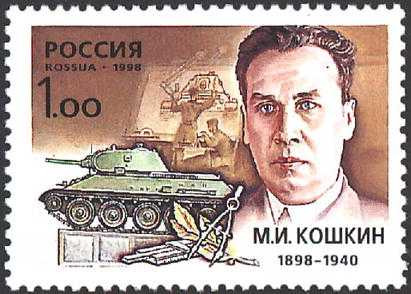

ミハイル・イリイチ・コーシュキン（ロシア語: Михаи́л Ильи́ч Ко́шкин；1898年12月3日 - 1940年9月26日）は、ソ連の戦車設計師。第二次世界大戦時の赤軍の主力となった中戦車T-34を設計した。
ヤロスラフ州ブルィンチャギ村出身。父は7歳の時に亡くなり、母親は女手一つで3児を育てた。
1917年、赤軍に召集。ロシア内戦終結後、1921年～1924年、共産主義大学で学んだ。1929年、レニングラード工業大学に派遣され、「自動車・トラクター」講座に編入された。
1934年、コーシュキンは、技師となり、S.M.キーロフ記念レニングラード試験機械製造工場に送られた。当時、同工場では、T-43、T-46-1、T-29、T-46-5、T-100が開発・製造されていた。コーシュキンは、T-29とT-46-5の開発に参加し、既存戦車・新規試作車試験業務を指導した。
1937年11月、ウクライナのハリコフ機関車工場(第183工場、現・V・O・マールィシェウ記念工場)の戦車設計局局長に、粛清で追われたA. フィロソフの後任として着任した。同工場で生産していたBT-7の改良を手掛けた後、その発展型である試作戦車A-20、A-32を作り上げた。このA-32に装甲増厚、履帯幅の拡大、武装強化など小改良したものが、T-34となる。
コーシュキンは激務が祟り、T-34の最初の量産車が完成して11日後、肺炎が悪化して死去した。コーシュキンが生涯で設計した戦車で、量産までこぎつけたのは1車種だけだったが、それがT-34だった。T-34の設計に対して、コーシュキンには死後、スターリン賞（1942年）、社会主義労働英雄（1990年）の称号が授与された。